# آيدان أوزوغوز
آيدان أوز أوغوز (النطق بالألمانية: [ˈaɪdan ˈøːzoːʔʊs])، من مواليد 31 مايو 1967، هي سياسية ألمانية تنتمي إلى الحزب الديمقراطي الاجتماعي. تشغل حاليًا منصب نائب رئيس البوندستاغ الألماني منذ أكتوبر 2021. بدأت عضويتها في البوندستاغ عام 2009، وكانت نائبة رئيس الحزب في الفترة من 2011 إلى 2017.
إلى جانب عملها البرلماني، تولت أوزوجوز منصب مفوضة شؤون الهجرة واللاجئين والاندماج بمرتبة وزيرة دولة في الحكومة الثالثة للمستشارة أنجيلا ميركل، وذلك من عام 2013 حتى عام 2018.

## حياتها
وُلدت آيدان في 31 مايو 1967 في منطقة فينكناو بمدينة هامبورغ، لأبوين تركيين قدما إلى ألمانيا في عام 1958. نشأت في حي لوكشتيدت في هامبورغ. افتتح والداها لاحقًا مشروعًا تجاريًا خاصًا في مجال الأغذية. حصلت أوزوجوز على الجنسية الألمانية في عام 1989. لديها شقيقان، يافوز وغورهان.
أكملت تعليمها الثانوي في مدرسة كورفي الثانوية عام 1986 وحصلت على شهادة الثانوية العامة (أبيتور). بعد ذلك، درست اللغة الإنجليزية كلغة رئيسية، واللغة الإسبانية وإدارة الموارد البشرية كتخصصين فرعيين، وحصلت على درجة الماجستير من جامعة هامبورغ في عام 1994. خلال سنوات دراستها الجامعية، كانت عضوًا في جمعية الطلاب الأتراك في هامبورغ وترأست الجمعية لمدة عامين.

## الروابط الخارجية
- آيدان أوزوغوز على موقع IMDb (الإنجليزية)
- آيدان أوزوغوز على موقع مونزينجر (الألمانية)